# Форштосс

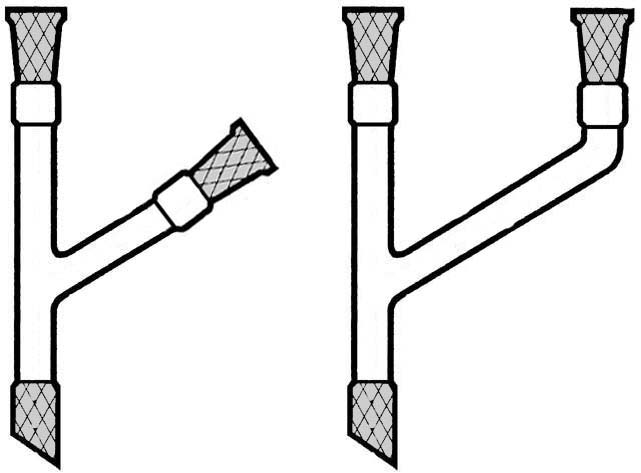
Насадки «двурогий форштосс»

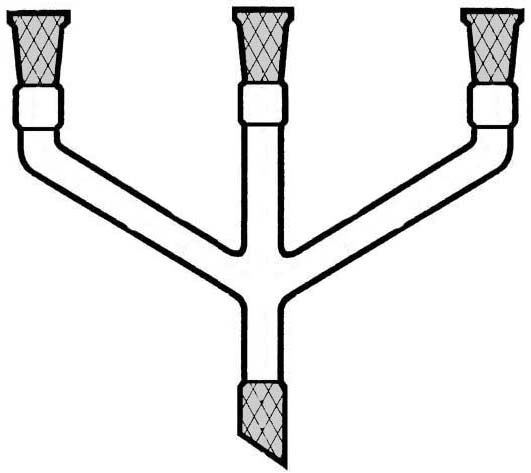
Насадка «трёхрогий форштосс»

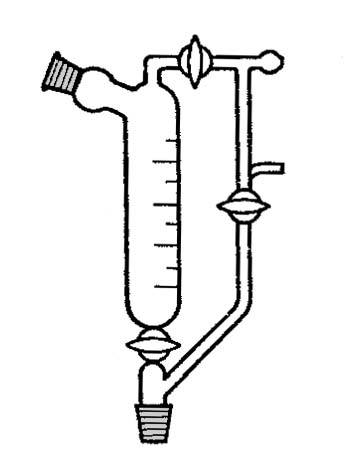
Насадка «форштосс Аншютца-Тиле»

Форшто́сс — лабораторная посуда, насадка, представляющая собой U-образную (двурогий форштосс) или Ш-образную (трёхрогий форштосс) насадку на колбу.

## Применение
Современные форштоссы выполняются целиком из термостойкого стекла, имеют один внешний шлиф, соответствующий диаметру горла колбы и два или три внутренних шлифа. Применяется в химических лабораториях как элемент конструкции при сборке приборов.
Нижний притёртый шлиф насадки (шлиф-керн) входит в шлиф-муфту колбы-источника. Две верхние муфты используются для установки термометра, капельной воронки для загрузки в колбу-источник жидких реагентов, а также для загрузки сыпучих реагентов при синтезе и дистилляционной перегонке веществ.
Форштосс в сочетании с колбой в большинстве случаев может быть заменён двугорлой или трёхгорлой колбой.
Размеры насадок определяются ГОСТ 25336-82.

## Похожие приборы
- Форштосс Аншютца-Тиле — его специальная конструкция позволяет сменять приёмники, не нарушая вакуум в перегонном устройстве, и, следовательно, не прерывая процесса перегонки
- Насадка Вюрца
- Насадка Клайзена — вариант насадки Вюрца с двумя верхними муфтами